# Helicostoa sinensis
Helicostea là một chi ốc nước ngọt trong nhánh Littorinimorpha. Chi này chỉ chứa một loài Helicostea sinensis.
Helicostea cũng là chi duy nhất trong họ Helicostoidae.  Theo phân loại Gastropoda của Bouchet & Rocroi (2005), họ Helicostoidae không có phân họ.
Helicostea sinensis trước đây được đặt tạm thời trong liên họ Rissooidea. Trước đó, nó được đặt vào liên họ Vermetoidea.
Helicostea sinensis chỉ được tìm thấy ở Trung Quốc, cụ thể hơn là ở vùng sông Dương Tử.
Loài ốc nước ngọt này sống gắn hoặc bám vào các khối đá vôi.